# Wereldkampioenschappen atletiek 1983 – marathon
Het IAAF wereldkampioenschap werd in 1983 in Helsinki gehouden. De mannen liepen op 14 augustus 1983 en de vrouwen op 7 augustus 1983.

## Uitslagen

### Mannen
| rang   | naam                    | land | tijd    |
| ------ | ----------------------- | ---- | ------- |
| Goud   | Robert de Castella      | AUS  | 2:10.03 |
| Zilver | Kebede Balcha           | ETH  | 2:10.27 |
| Brons  | Waldemar Cierpinski     | GDR  | 2:10.37 |
| 4      | Kjell-Erik Ståhl        | SWE  | 2:10.38 |
| 5      | Agapius Masong          | TAN  | 2:10.42 |
| 6      | Armand Parmentier       | BEL  | 2:10.57 |
| 7      | Gianni Poli             | ITA  | 2:11.05 |
| 8      | Hugh Jones              | GBR  | 2:11.15 |
| 9      | Karel Lismont           | BEL  | 2:11.24 |
| 10     | Stiy Roar Husby         | NOR  | 2:11.29 |
| 11     | Art Boileau             | CAN  | 2:11.30 |
| 12     | Juan-Carlos Traspaderne | ESP  | 2:11.34 |
| 13     | Marco Marcjei           | ITA  | 2:11.47 |
| 14     | Pertti Tiainen          | FIN  | 2:12.11 |
| 15     | Juma Ikangaa            | TAN  | 2:13.11 |
| 16     | Ryszard Marczak         | POL  | 2:13.20 |
| 17     | Svend Erik Kristensen   | DEN  | 2:13.34 |
| 18     | Ron Tabb                | USA  | 2:13.38 |
| 19     | Henrik Jørgensen        | DEN  | 2:14.10 |
| 20     | Hans Joachim Truppel    | GDR  | 2:14.20 |
| 21     | Ricardo Ortega          | ESP  | 2:14.46 |
| 22     | Tommy Persson           | SWE  | 2:14.57 |
| 23     | Bruno Lafranchi         | SUI  | 2:14.58 |
| 24     | Dave Edge               | CAN  | 2:15.43 |
| 25     | Yuriy Pleshkov          | URS  | 2:15.50 |

### Vrouwen
| rang   | naam                      | land | tijd    |
| ------ | ------------------------- | ---- | ------- |
| Goud   | Grete Waitz               | NOR  | 2:28.09 |
| Zilver | Marianne Dickerson        | USA  | 2:31.09 |
| Brons  | Raisa Katyukova-Smekhnova | URS  | 2:31.13 |
| 4      | Rosa Mota                 | POR  | 2:31.50 |
| 5      | Jacqueline Gareau         | CAN  | 2:32.35 |
| 6      | Laura Fogli               | ITA  | 2:33.31 |
| 7      | Regina Joyce              | IRL  | 2:33.52 |
| 8      | Tuija Toivonen-Jousimaa   | FIN  | 2:34.14 |
| 9      | Joyce Smith               | GBR  | 2:34.27 |
| 10     | Lyutsia Belyayeva         | URS  | 2:34.44 |
| 11     | Rita Marchisio            | ITA  | 2:35.08 |
| 12     | Debbie Eide               | USA  | 2:36.17 |
| 13     | Carey May-Edge            | IRL  | 2:36.28 |
| 14     | Glenys Quick              | NZL  | 2:37.14 |
| 15     | Monika Lövenick           | FRG  | 2:39.19 |
| 16     | Marja Vartiainen          | FIN  | 2:39.22 |
| 17     | Carla Beurskens           | NED  | 2:39.25 |
| 18     | Karolina Szabo            | HUN  | 2:40.23 |
| 19     | Christa Vahlensieck       | FRG  | 2:40.43 |
| 20     | Magda Ilands              | BEL  | 2:40.52 |
| 21     | Cindy Hamilton            | CAN  | 2:41.27 |
| 22     | Kath Binns                | GBR  | 2:42.12 |
| 23     | Zoja Ivanova              | URS  | 2:43.27 |
| 24     | Ngaire Drake              | NZL  | 2:43.51 |
| 25     | Jill Colwell              | AUS  | 2:45.07 |

Helsinki 1983 ·
Rome 1987 ·
Tokio 1991 ·
Stuttgart 1993 ·
Göteborg 1995 ·
Athene 1997 ·
Sevilla 1999 ·
Edmonton 2001 ·
Parijs 2003 ·
Helsinki 2005 ·
Osaka 2007 ·
Berlijn 2009 ·
Daegu 2011 ·
Moskou 2013 ·
Peking 2015 ·
Londen 2017 ·
Doha 2019·
Eugene 2022